# 特定疾病
特定疾病（とくていしっぺい）とは、日本の各保険において他の疾病と異なる扱いをする対象として定められた疾病。何を特定疾病とするかは、保険領域によって異なる。

## 介護保険における特定疾病
2000年に導入された介護保険制度では、第2号被保険者は一定の疾患のために介護を要する状態になった場合に、介護保険の給付を受けることができる。その対象となる疾患が特定疾病と呼ばれる。2006年度からは、下記の16の疾病ないしは疾病群が特定疾病とされている。
- がん（がん末期）
- 関節リウマチ
- 筋萎縮性側索硬化症
- 後縦靱帯骨化症
- 骨折を伴う骨粗鬆症
- 初老期における認知症
- 進行性核上性麻痺、大脳皮質基底核変性症、パーキンソン病（パーキンソン病関連疾患）
- 脊髄小脳変性症
- 脊柱管狭窄症
- 早老症（ウェルナー症候群）
- 多系統萎縮症
- 糖尿病性神経障害、糖尿病性腎症、糖尿病性網膜症
- 脳血管疾患
- 閉塞性動脈硬化症
- 慢性閉塞性肺疾患
- 両側の膝関節または股関節に著しい変形を伴う変形性関節症

なお、介護を要する状態になった原因がこれら以外（たとえば、交通事故）の場合は、介護保険制度ではなく、障害者総合支援法などに基づく障害者福祉の対象となる。

## 医療保険における特定疾病
厚生労働大臣が定める下記の3疾患については、長期間に渡る医療を必要とすることから、1か月の医療費の自己負担額は原則として1万円（または2万円）までとなる。
- 人工腎臓を実施している慢性腎不全（人工透析）
- 血漿分画製剤を投与している先天性血液凝固第8因子障害及び第9因子障害（血友病）
- 抗ウイルス薬を投与している後天性免疫不全症候群（ただし、血液凝固因子製剤の投与に起因するもののみ）

医療保険の窓口に申請し、特定疾病療養受療証の交付を受けることで、減免の対象となる。

## 生命保険における特定疾病
多くの生命保険会社では、特定疾病保険ないしは特定疾病保障保険と呼ばれる主契約を取り扱っている。下記のいわゆる三大疾患を特定疾病とし、これにより定められた状態になった場合に、死亡保険金と同様の保険金を支払うことが一般的である。
- がん
- 急性心筋梗塞
- 脳卒中

## 特定疾患（難病）
特定疾患に対して「特定疾病」の呼称を用いることがある。たとえば、我孫子市は特定疾患と認定された患者へ定額の見舞金を支払う制度を「特定疾病療養者見舞金制度」として運営している。

## 引用文献
1. ↑  “特定疾病療養者見舞金制度”.  我孫子市. 2012年1月11日時点のオリジナルよりアーカイブ。2012年6月17日閲覧。